# 北海道大学総合博物館
北海道大学総合博物館（ほっかいどうだいがくそうごうはくぶつかん）は、国立大学法人北海道大学が設置している博物館である。

## 概要
北海道大学における博物館は、札幌農学校時代の1884年（明治17年）に、それまで開拓使が管理・運営していた植物園博物館を譲り受けたことにより発する。なお植物園博物館は現在、北海道大学北方生物圏フィールド科学センターの管轄下に置かれており、総合博物館とは別組織となっている。
1966年（昭和41年）より札幌キャンパス内に総合博物館の設置が検討が開始され、およそ30年に渡る構想の上、1999年（平成11年度）文部省より設置が認められた。
総合博物館は、札幌農学校の開校以来140年に渡る研究成果として生み出された学術標本を良好な状態で集約・管理し、学内外に情報を発信することを目的としている。
学内組織としての総合博物館は、札幌キャンパス構内にある本館（北10条西8丁目）並びに札幌農学校第2農場（北18条西8丁目）、函館キャンパスの水産科学館（函館市港町）の3施設により構成される。

## 歴史
- 1999年（平成11年） - 総合博物館を設置。
  - 理学部本館（1930年造）約9千平方メートルのうち約3千平方メートルを展示に充て設置された[2]。
- 2000年（平成12年） - 一部補強工事[2]。
- 2007年（平成19年） - 水産科学館（水産学部の展示施設、1958年開館）が総合博物館の分館となる。
- 2015年（平成27年） - 耐震改修と内装工事のため、同年4月より休館[2]。
- 2016年（平成28年） - 開学140周年にあたりリニューアルオープン[2]。これにより展示スペースが従来の倍近くとなる[2]。

## 開館時間等
開館時間、休館日等は以下の通りである。
- 入館料 無料
- 開館時間
  - 10:00 - 17:00
  - 10:00 - 21:00 (6 - 10月の金曜日)
- 休館日
  - 月曜日 (祝日を除き、週明けの平日に振替)
  - 09/04, 12/28 - 01/04
  - 01/14 - 01/15 (大学入試センター試験のため)
  - 02/25 (大学入試前期試験日のため)
  - 03/12 (大学入試後期試験日のため)

## 交通アクセス
札幌農学校第2農場は当該記事、水産科学館は北海道大学#函館キャンパスを参照
本館
JR札幌駅北口より徒歩15分。地下鉄北12条駅より徒歩6分。